# Gwrach
Gwrach y Rhibyn ['ɡurɑːx ə 'hribɨn] ist in der keltischen Mythologie von Wales eine Hexe als Todesgeist in der Gestalt eines hässlichen alten Weibes. Die Gwrach wird auch mit den Cyhyraeth [kəˈhəreθ] in Verbindung gebracht, Geistern, die den Tod eines Menschen mit unheimlichem Heulen ankündigen sollen. Wie die schottischen Cailleach und die irischen Banshee klagen Gwrach und Cyhyraeth auch über den Tod von Landsleuten in der Fremde.

## Cyhyraeth
Die Cyhyraeth (walisische Aussprache: [kəˈhəreθ], auch cyoeraeth oder cyheuraeth, wahrscheinlich vom Nomen: cyhyr „Muskel, Sehne, Fleisch“ + Endung -aeth, mit der Bedeutung „Skelett, eine Sache aus Fleisch und Knochen“, „Geist“, „Todesträger“, „Kranz“), sind Geister der walisischen Mythologie mit einer körperlosen Stimme, die vor dem Tod eines Menschen zu hören sind.
Legenden verbinden die Cyhyraeth mit der Gegend um den Fluss Tywi in Ost-Dyfed sowie mit Glamorganshire. Das Geräusch wird als „schmerzhaft und unangenehm“ beschrieben, wie das Ächzen und Stöhnen eines Todkranken. Es soll dreimal zu hören sein und jedes Mal schwächer und leiser werden. Es dient der dreifachen Warnung, bevor die Person verstirbt. Entlang der Küste von Glamorganshire sollen die Cyhyraeth zu hören sein, bevor ein Schiff untergeht, begleitet von einem düsteren „Leichenlicht“.

## Mythologie
Ein walisisches Schimpfwort lautet: „Y mae mor salw â Gwrach y Rhibyn“ („Sie ist so hässlich wie Gwrach y Rhibyn“). Diese Geistergestalt soll harpyienhafte Züge besitzen, nämlich dürre, ledrige Arme mit Fledermausflügeln, wirre Haare und lange schwarze Zähne in einem leichenhaften Gesicht. Wenn jemand sterben muss, dann klopft sie in dieser Nacht an sein Fenster und ruft den Namen, oder sie begleitet ihn unsichtbar und schreit an Furten oder Kreuzwegen. Ihr Ruf klingt je nach der Person wie „Fy ngŵr, fy ngŵr!“ („Mein Gatte, mein Gatte!“), „Fy ngwraig! Fy ngwraig!“ („Mein Weib, mein Weib!“) oder „Fy mhlentyn, fy mhlentyn bach!“ („Mein Kind, mein kleines Kind!“).
Andere Legenden bringen Gwrach mit einer Wasserfee oder mit der walisischen Göttin Dôn in Verbindung. Sie soll auch nach Hanes Taliesin die Gattin Morfrans, des verachteten Sohnes Ceridwens und Tegid Foels, sein.